# Stefano Sorrentino
Pour les articles homonymes, voir Sorrentino.
Stefano Sorrentino est un footballeur italien né le 28 mars 1979 à Cava de' Tirreni. Il évolue au poste de gardien de but. Il mesure 1,86 m pour 82 kg.

## Carrière
- 1996-1997 :  Lazio Rome
- 1997-1998 :  Juventus Turin
- 1998-2005 :  Torino FC
- 1999-2000 :  US Juve Stabia
- 2000-2001 :  Varese FC
- 2005-2008 :  AEK Athènes
- 2007-2008 :  Recreativo Huelva
- 2008-jan. 2013 :  Chievo Vérone
- jan. 2013-2016 :  US Palerme[1]
- 2016-2019 :  Chievo Vérone

Le 18 août 2018, il est victime d'un choc avec Cristiano Ronaldo, qui l'oblige à sortir sur blessure.